# Realismo Cínico

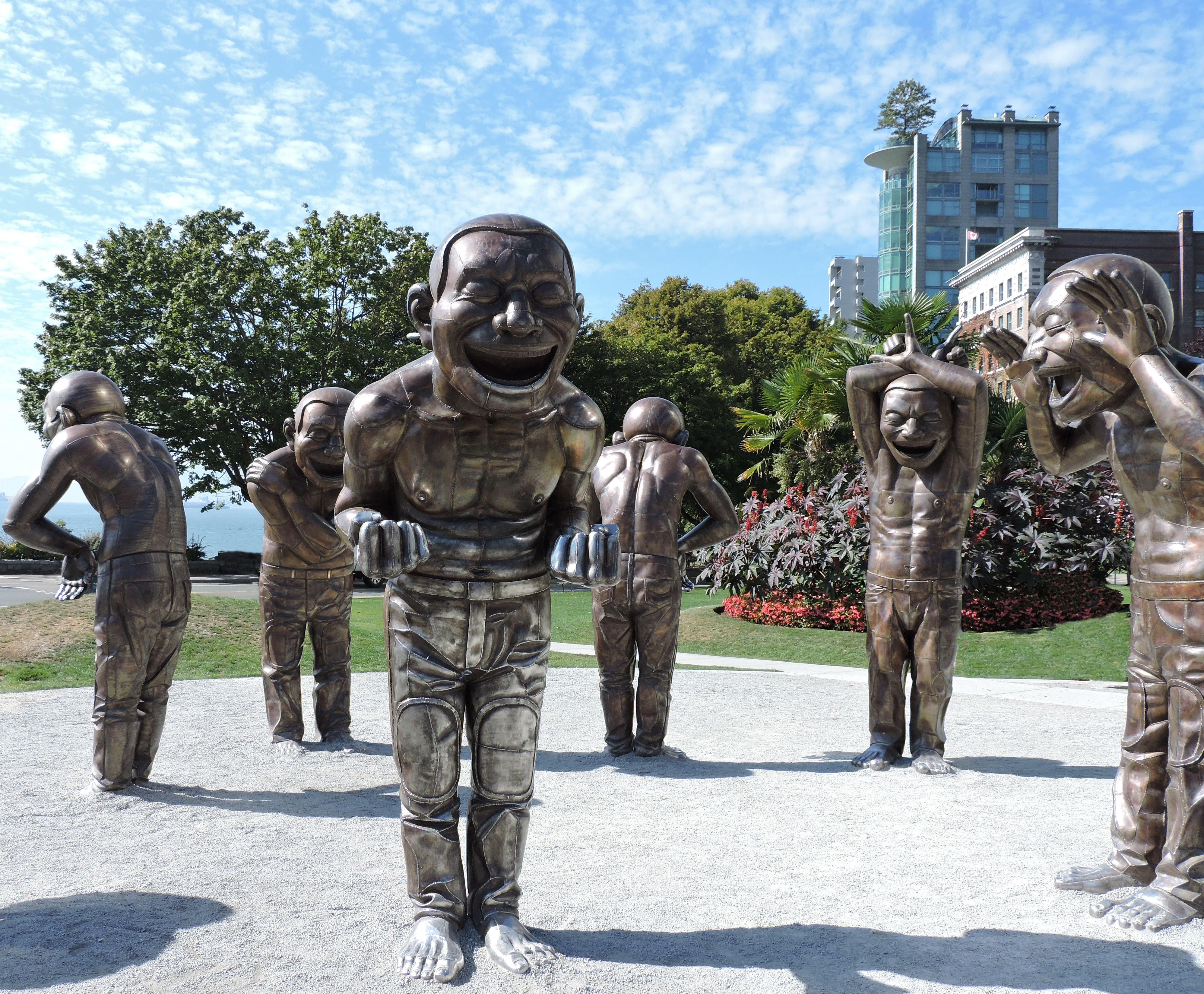
A-maze-ing Laughter escultura de Yue Minjun, Morton Park, West End, Vancouver.￼

A-maze-ing Laughter sculpture by Yue Minjun, Morton Park, West End, Vancouver.
Realismo Cínico é um movimento artístico que evoluiu como uma sequência das manifestações estudantis de 1989 em Tiananmen e do encerramento da "China / Avant Garde" apresentada na Galeria Nacional da China em Pequim.
A arte de Yue Minjun é um exemplo do Realismo Cínico. No entanto, o autor rejeita esse rótulo.